# 保羅-亨利·馬蒂厄
保羅-亨利·馬蒂厄（法語：Paul-Henri Mathieu，1982年1月12日—）是一位法國職業網球運動員。於1999年轉為職業選手。他的單打最高世界排名是第12位。迄今為止，他已經獲得了4個ATP巡迴賽冠軍。

## 外部連結
- 保羅-亨利·馬蒂厄（英文/西班牙文）的官方資料
- 保羅-亨利·馬蒂厄的國際網球總會 職業／青少年 官方資料（英文）
- 保羅-亨利·馬蒂厄的官方資料（英文）